# سكوت هاريسون
سكوت هاريسون (بالإنجليزية: Scott Harrison)‏ (3 سبتمبر 1993 بميدلزبرة في المملكة المتحدة - ) هو لاعب كرة قدم بريطاني في مركز الدفاع. لعب مع نادي بوري ونادي سندرلاند ونادي هارتلبول يونايتد ودارلينجتون إف سى.

## وصلات خارجية
- سكوت هاريسون على موقع قاعدة بيانات كرة القدم.إي يو (الإنجليزية)
- سكوت هاريسون على موقع Soccerbase.com (لاعب) (الإنجليزية)
- سكوت هاريسون على موقع Soccerway.com (الإنجليزية)